# Mulțime numărabilă
În teoria mulțimilor, o mulțime numărabilă este o mulțime cu același cardinal (număr de elemente) ca și orice submulțime a mulțimii numerelor naturale. O mulțime numărabilă este ori o mulțime finită, ori o mulțime infinită numărabilă.
Numerele raționale formează o mulțime numărabilă densă spre deosebire de numerele naturale care sunt o mulțime numărabilă discretă.